# Sabios Basketball Club
Sabios Basketball Club es un club de baloncesto colombiano de la ciudad de Manizales, Caldas. Participó en la Liga Profesional de Baloncesto de Colombia con sede para los partidos de local en el Coliseo Jorge Arango Uribe, bajo la dirección de Anna Montañana.